# Onthophagus nanus
Onthophagus nanus är en skalbaggsart som beskrevs av Edgar von Harold 1878. Onthophagus nanus ingår i släktet Onthophagus och familjen bladhorningar. Inga underarter finns listade i Catalogue of Life.